# Kačjinský stát
Kačjinský stát (Barmsky: ကချင်ပြည်နယ်; Kačjinsky: Jingphaw Mungdaw) je nejsevernějším státem Myanmaru. Na severu a východě sousedí s Čínou, na jihu s Šanským státem na západě pak s Regionem Sagaing a Indií. Rozloha Kačjinského státu je 89 041 km². Hlavním městem je Myitkyina.
Nejvyšší horou státu a celého Myanmaru je Hkakabo Razi (5 881 m n. m.), která je součástí Himálaje.